# Franz Amon

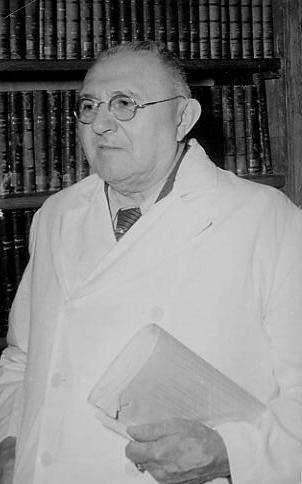
Franz Amon (1958)

Franz Amon (* 4. September 1896 in Bamberg; † 25. November 1967 in Greifswald) war ein deutscher Arzt und von 1951 bis 1963 Professor und von 1958 bis 1962 Leiter des Hygiene-Instituts  an der Ernst-Moritz-Arndt-Universität Greifswald.

## Leben
Amon, der jüngere Sohn eines Tierarztes, besuchte von 1902 bis 1906 die Volksschule in Freising und Augsburg. Danach besuchte er das humanistische Gymnasium in Augsburg und München. Von 1916 bis 1923 absolvierte er seine Hochschulausbildung. Im Ersten Weltkrieg war er Leutnant und wurde wegen einer Dienstbeschädigung entlassen. 1920 legte er das Schlussexamen in Anthropologie in München ab. Das Thema seiner Promotion zum Dr. phil. lautete „Zur Osteologie der Baining“. 1923 promovierte er zum Dr. med. in München und erhielt die Ärztliche Approbation. Von 1924 bis 1936 praktizierte er als Arzt und machte eine Qualifizierung zum Amtsarzt und legte sein Kreisarztexamen ab. In die Münchener Zeit fällt auch seine Lehrtätigkeit als Dozent für allgemeine Hygiene an der phil.–theol. Fakultät in Salzburg von 1932 bis 1933. 1933 trat er der NSDAP bei (Mitgliedsnummer 1.722.161).
Nach dem Umzug 1936 von München nach Stolp (Pommern) war er Hygieniker im Arbeitsdienst bis 1945. Von 1939 bis 1945 war er im Heimatdienst als Stabsarzt der Reserve auf dem Flugplatz in Königsberg eingesetzt. Im Frühjahr 1945 folgte, wegen der heranrückenden Roten Armee, die Flucht von Stolp über die Ostsee nach Wismar und dann weiter nach Schwerin.
Amon wurde 1945, als einer der ersten, Mitglied der KPD, mit der Vereinigung von SPD und KPD wurde er Mitglied der SED, außerdem des FDGB und war Mitbegründer der Gesellschaft für Deutsch-Sowjetische Freundschaft. Von 1945 bis 1950 übte Amon verschiedene Funktionen in Mecklenburg (Chefarzt des Seuchenkrankenhauses Görries, Landesgewerbearzt, Schul ‑ Betriebsarzt, betreuender Arzt der Landesleitung der SED) aus.
Seit 1947 hielt Amon in Greifswald Vorlesungen. 1948 beantragte die medizinische Fakultät die Ernennung zum Dozenten. Der Minister für Volksbildung des Landes Mecklenburg ernannte Amon jedoch gleich zum Professor mit Lehrauftrag für das Fachgebiet der Sozial- und Gewerbehygiene mit Wirkung vom 1. Oktober 1948. Die Fakultät bemühte sich um eine feste Bindung für Amon an die Ernst-Moritz-Arndt-Universität Greifswald.

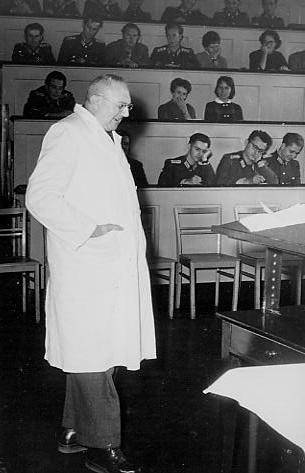
Franz Amon Vorlesung an der Ernst-Moritz-Arndt Universität Greifswald 1958

Von 1951 bis 1963 war er Hochschullehrer an der Universität Greifswald. Amon habilitierte sich 1954 dort mit der Arbeit „Über das Kohlendioxyd mit besonderer Berücksichtigung der Wirkung auf das Herz im Tierversuch“. 1958 wurde er Ordinarius für Sozial- und Arbeitshygiene. Das Institut für Hygiene mit seinen 3 selbständigen Abteilungen wurde von 1958 bis 1962 von Amon geleitet. Amon vertrat bis 1963 noch den Lehrstuhl für Arbeitshygiene.
Im Vordergrund seiner publizistischen Bemühungen standen gesundheitserzieherische Aufklärungsschriften und Merkblätter. Durch die rund 10‑jährige aktive Hochschullehrerzeit, war die Förderung der Studenten durch die Betreuung von Themen für Dissertationsschriften durchaus beachtenswert: 63 Medizinstudenten promovierten erfolgreich, darunter auch viele in Uniform. Zwei Habilitanten, Knabe und Mecklinger (dem späteren Gesundheitsminister der DDR 1971–1989), brachte Amon zur erfolgreichen Verteidigung ihrer Arbeiten.
Anfang der 1960er Jahre reiste Amon, im Auftrag von Partei- und Staatsführung der DDR, mehrfach in die Volksrepublik China, die Mongolische Volksrepublik und in die Demokratische Republik Vietnam. Hier hielt er unter anderem viele Vorträge zum weiteren Aufbau des Gesundheitswesens in den genannten Ländern.
Amon war Abgeordneter des Bezirkstages in Rostock und ihm wurde der Titel Obermedizinalrat verliehen.
Amon hatte eine Tochter und einen Sohn, die beide Medizin studierten.

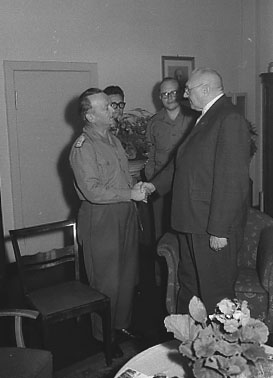
Oberst Mecklinger gratuliert Amon zum 65. Geburtstag 1961

Er verstarb 1967 im Alter von 71 Jahren in Greifswald. Der damalige stellv. Minister für Gesundheitswesen Mecklinger hielt die Trauerrede.

## Ehrungen
- Auszeichnung mit dem Vaterländischen Verdienstorden in Bronze.[8]
- Auszeichnung mit der Hufeland-Medaille in Gold.[8]

## Veröffentlichungen
- Betriebsgesundheitspflege (Allgemein verständliche Darstellung der Betriebsgesundheitspflege, der gesundheitlichen Betreuung der Werktätigen und des Dienstes in den Betriebssanitätsstellen). Satz und Druck: W. Sandmeyer, Schwerin (Mecklenburg) 99284/5000/50, 1950
- Berufskrankheiten. Nationale Volksarmee – Druckerei der Schule des Rückwärtigen Dienstes, 1957
- Volksgesundheit und Arbeitskraft auf dem Lande (Sozial- und arbeitshygienische Betrachtungen und Anregungen). Volksdruckerei Greifswald, 1959
- Ernährung und Genussmittel Einige sozial- u. arbeitshygienische Betrachtungen zu d. Nahrungs- u. Genussmitteln u. d. Gemeinschaftsverpflegung sowie d. Verkaufs- u. Gaststättenkultur u. -hygiene. Verlag: Greifswald (Hygiene-Institut) Universität, 1960
- mit C. Voigt Betrachtungen über die Feuerbestattung. Sonderdruck aus: Zeitschrift für die gesamte Hygiene und ihre Grenzgebiete; Organ der medizinisch-wissenschaftlichen Gesellschaft für die gesamte Hygiene; 7. Jahrgang, Heft 3, März 1961